# Beilhique de Tanribermis

Mapa da Anatólia Ocidental.

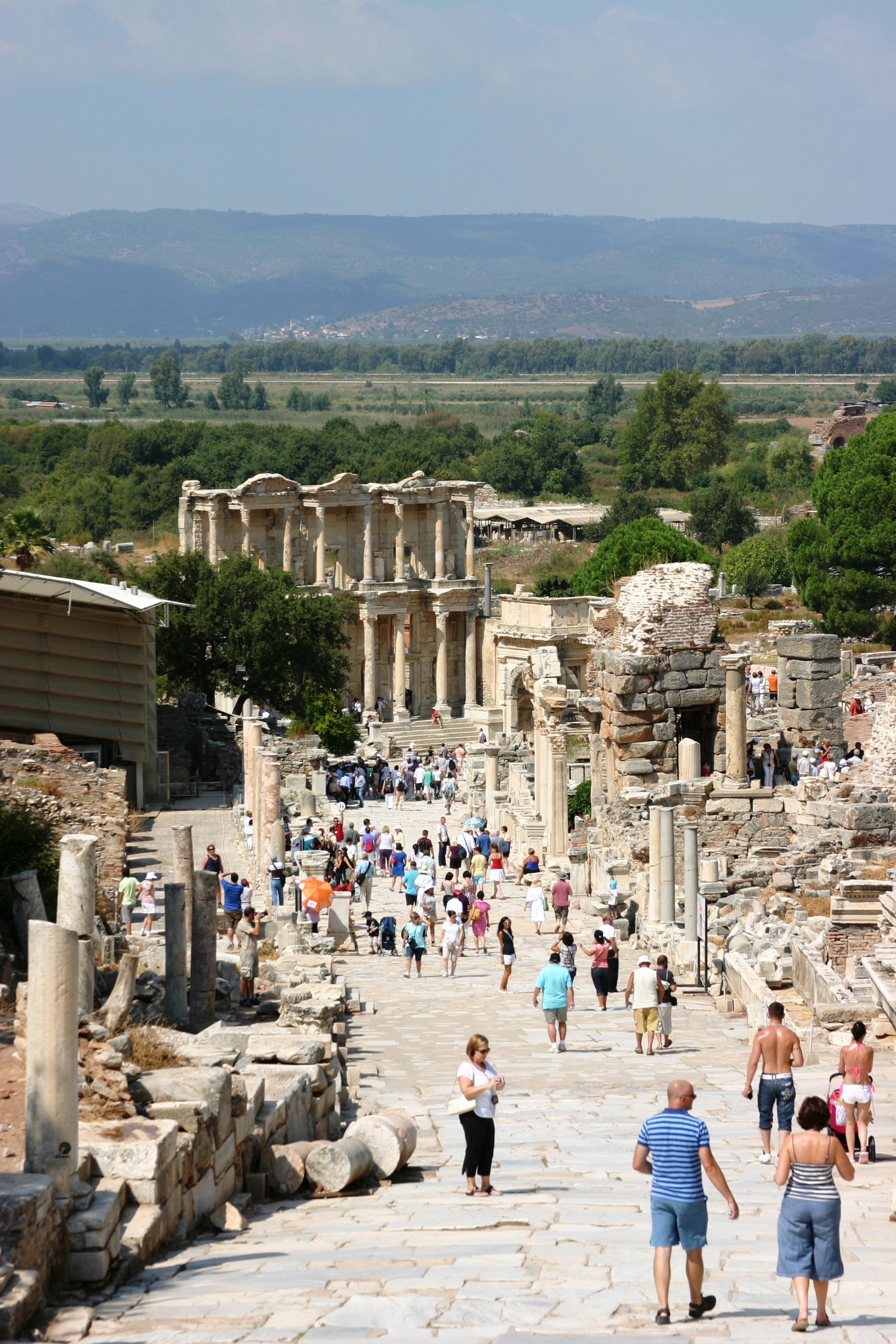
A cidade de Éfeso na atualidade.

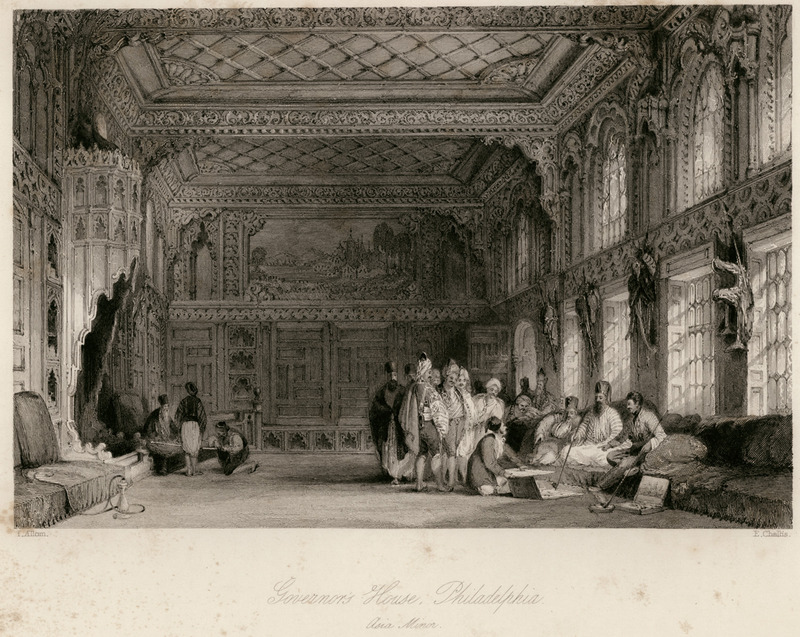
Casa do governador na Filadélfia.

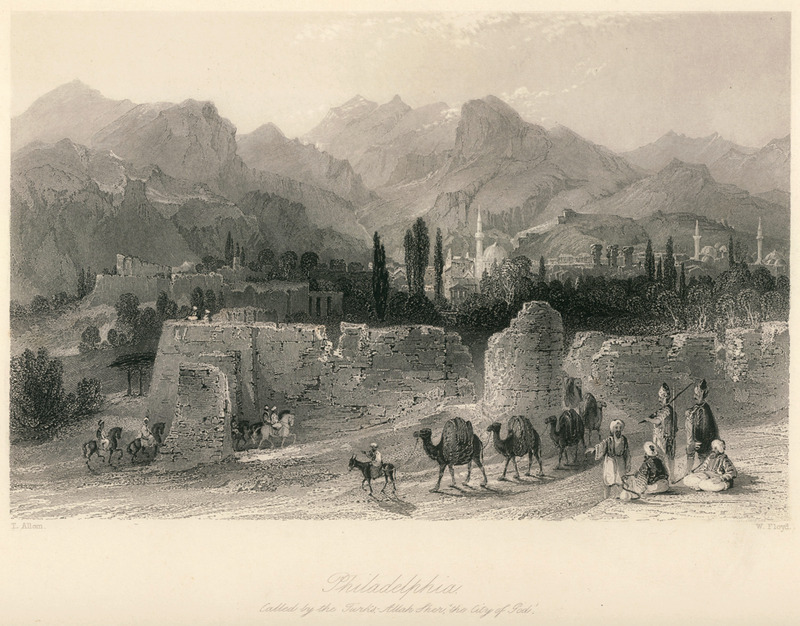
Filadélfia, chamada pelos turcos de Allah Sher, a cidade de Deus.

O Beilhique de Tanribermis  (em turco: Tanrıvermişoğul, Tanrıbermiş) ou  Principado de Tanribermis  foi um pequeno estado ou principado turcomano de vida um tanto curta, criado na Anatólia Ocidental (Turquia moderna)  no séc. XI.)  Sua duração foi de 1074 a 1098.

## História
Após a vitoriosa Batalha de Manzicerta, em 1071, contra os bizantinos, as tribos Oguzes turcomanas, lideradas pelos comandantes ghazi começaram a se estabelecer na Anatólia, dominada até então (desde o ano de 391) pelos bizantinos. Alguns dos comandantes, que tomaram suas posições naquela batalha, seguindo ordens expressas de Alparslano, buscaram estabelecer-se naquela região (Anatólia). Eram eles Artuque Bei, Ebûlkasım Saltuk, Danismende, o emir Mengücek, Çaka Bey, Tutak Bey, Savtegin Bey, Afsin Bey, Cutalmiche  e os filhos Salomão Xá e Mansur ibne Cutalmiche  entre outros.
Um destes comandantes turcomanos era Tanrıbermiş Bey. Ele seguiu com seus guerreiros para a região de Éfeso e Filadélfia (moderna Alaşehir), no Reino da Lídia, na Anatólia Ocidental, em 1074, tomou-a e ali fundou o seu principado (Beilique). A região de Éfeso  àquela época já não resguardava o brilho de outrora e nada mais era que uma pequena aldeia.
Esses beiliques recebiam e eram conhecidos pelos nomes de seus fundadores. Estes desbravadores, a exemplo de Tanribermis, muito contribuiriam para a disseminação da cultura e da civilização islâmica bem como seus incentivos à arquitetura, à arte e aos costumes. Este processo seria posteriormente chamado de turquização da Anatólia. Muitos outros destes comandantes, chegando à Anatólia, transformaram as suas possessões em beilhiques, principados, sultanatos ou emirados e criaram verdadeiras dinastias. O principado de Tanribermis, como os demais, pequenos, eram, assim mesmo, responsáveis por guarecerem as tropas imperiais na Anatólia. Eram pequenos e tinham uma ação demasiadamente local, muito embora os beilhiques dos Saltuklular (Saltúquidas), Danişmentliler (Danismêndidas), Mengücekler (Mengucéclidas) e Artuklular (Artúquidas) fossem mais fortes.

## A dominação da Anatólia
Tanrıbermiş desempenhou um papel fundamental na conquista da Anatólia, no pós Batalha de Manzicerta, e foi um dos percursores naquilo que foi, posteriormente, chamado de turquização da Anatólia.
Ao mesmo tempo que ele, Çaka Bey que, na verdade, o precedeu naquela região, estabeleceu o seu Principado de Esmirna, na cidade de mesmo nome, e que hoje se chama Izmir, e em seus arredores. Os territórios dos primeiros principados da Turquia foram estendidos para as costas do Mar Egeu e do Mar de Mármara e o emir Çaka Bey foi o pioneiro a introduzir as artes da navegação marítima entre os turcos e foi um dos invasores mais audazes do Exército Seljúcida. Ele capturou e obteve controle sobre algumas cidades, sobre a costa e sobre algumas ilhas do Mar Egeu e ali criou o seu principado (em turco: Çaka Beyliği) (1081-1093). Ele organizou (criou) uma poderosa frota marítima e ganhou (posteriormente) o título de “o o primeiro fuzileiro turco”. E foi o responsável por infligir uma grande derrota à marinha bizantina e na frota dos cruzados.
No entanto, ambos não puderam sustentar seu domínio por muito tempo e durante a Primeira Cruzada em 1098, seus territórios foram recuperados pelos cruzados e as frotas do imperador bizantino Aleixo I Comneno (1081-1118). que envara um grande contingente para a Ásia, sob o comando de Godofredo de Bulhão Duque da Baixa Lorena (1087-1100), que obteve grandes vitorias para o Império Bizantino e recuperou algumas cidades e territórios importantes, como Niceia (atual Iznik), Quios, Rodes, Esmirna (atual Izmir), Éfeso, Filadélfia, Sardes e, na verdade, a maior parte da Ásia Menor (1097-1099). Devolveu tudo aos bizantinos, que dispunham de uma marinha mais aparelhada e, navegando pelas áreas costeiras, se apoderou de Éfeso e, a partir daí, obteve o controle da Anatólia Ocidental. Éfeso foi destruída pelos exércitos cruzados e bizantinos e os dois principados foram extintos.

## Contexto histórico
Somente em 1320 é que o marinheiro turco Umur Beue devolveu Esmirna aos cavaleiros católicos e acrescentou-a às terras turcas. Quanto à Éfeso, depois de passar por diversas mãos, como as mãos dos aidinidas, senhores de uma poderosa marinha no porto da vizinha Ayasuluğ (atual Selçuk), dos seljúcidas que deixaram importantes obras arquitetônicas, como a Mesquita de İsa Bey, Caravançarais e balneários turcos (hamam), dos otomanos, como vassalos, dos beiliques da Anatólia, foi parar, por fim, nas mãos dos otomanos definitivamente..
Os turcos não conseguiram penetrar na Anatólia ocidental por cerca de dois séculos, até que o beilhque Umur Bei (1334-1348), dos aidinidas, dono de  um poder naval significativo à época aliando-se a João VI Cantacuzeno (1347–1354), pode adentrar por aqueles mares. Os turcos, navegando livremente por aquelas zonas marítimas provocaram, entretanto, a reação latina às investidas de Umur. Assim por iniciativa do papa Clamente VI (1342-1352), que pretendia pôr fim à pirataria turca no Mar Egeu de Esmirna, surgiram as Cruzadas Esminotas. A primeira destas cruzadas aconteceu em 1344, sob o comando de Hugo IV,  rei de Chipre (1324–1358)  e titular de Jerusalém (1324–1358)  e concluiu com a captura de Esmirna e do seu emirado. No ano seguinte, 1345, em uma segunda cruzada, sob o comando de Humberto II, delfim de Viena (1333-1349), os cruzados seguindo pelas costas do Mar Egeu, região da Anatólia, alcançaram e tomaram Mitilene, a capital da ilha grega de Lesbos, infligindo grande derrota aos turcos.
Mesmo depois disso, a Filadélfia, reduto do principado de Tanrıbermiş, não foi capturada pelos turcos até 1390.